# Hethel
Hethel es una pequeña villa situada en Norfolk, Inglaterra, dentro del distrito postal NR14, que a su vez está cerca del pueblo postal de Norwich, así como del pueblo comercial de Wymondham, aproximadamente a 10 millas (16 km) al sur de la ciudad de Norwich.
De acuerdo con el censo de 2001, los municipios de Bracon Ash y Hethel cubrían un área de 9,84 km² (3,8 millas cuadradas) y tenían una población de 446 habitantes en 171 hogares.
El nombre "Hethel" deriva del viejo vocablo "Het Hill".
Se caracteriza por tener los más antiguos árboles de espino conocidos que todavía viven en Anglia Oriental y, posiblemente, en el Reino Unido, cuya fama data de ser de más de 700 años. Plantado en el siglo XIII, el "Hethel Old Thorn", un espécimen de espino común Crataegus monogyna, se encuentra en el cementerio del pueblo, el cual está clasificado como la reserva más pequeña bajo el cuidado de la asociación British Wildlife Trusts.

## Campo aéreo de la RAF

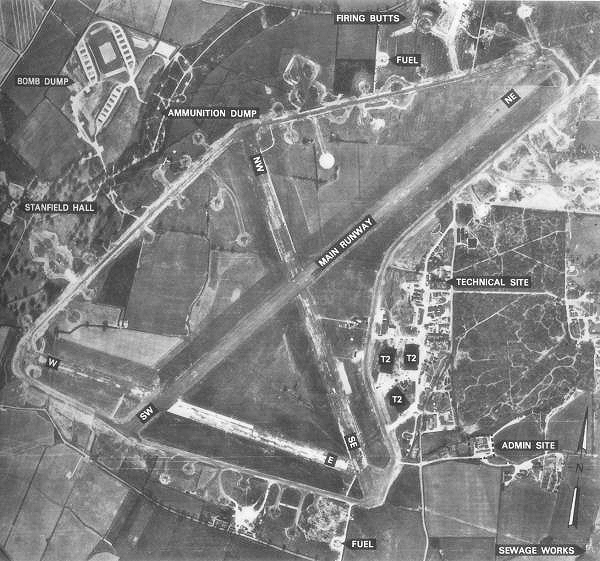
Antiguo campo aéreo en 1946

Antes de la llegada de Lotus, la base aérea de Hethel tenía su propia fascinante historia. Fue construida en 1942, designada como "RAF Hethel" e inmediatamente transferida a la Fuerza Aérea de los Estados Unidos (USAAF). Conocida como la Estación 114, fue brevemente la sede del 320º y 310º Grupos de Bombarderos antes que el 389º llegara en 1943. Despachaban aviones Consolidated B-24 Liberator sobre objetivos en Europa. De septiembre de 1943 a junio de 1945, RAF Hethel también sirvió como cuartel general de la 2.ª Ala de Bombarderos de Combate de la 2.ª División de Bombarderos, también parte de la USAAF.
Después de que la guerra terminó, Hethel fue transferida de vuelta a la Real Fuerza Aérea británica y fue usada por el Comando de Combate (RAF Fighter Command) y después por el Comando de Entrenamiento Técnico (RAF Technical Training Command). Con la inevitable reducción de personal de la RAF en la posguerra, Hethel fue cerrada en 1948 y durante más de una década permaneció abandonada. Fue eventualmente vendida por el Gobierno Británico al Consejo del Condado de Norfolk, el cual a su vez lo vendió a Lotus en 1966.
Un museo está dedicado al 389º Grupo de Bombarderos de la USAAF, dentro de las instalaciones de un antiguo gimnasio y capilla de la RAF Hethel. Contiene recuerdos, homenajes y memorias de los 107 aviones que dicho grupo perdió durante la Segunda Guerra Mundial.
También durante la Segunda Guerra Mundial, Ketteringham Hall era un pueblo conocido como la Estación 147 y sirvió como cuartel general de la Segunda División Aérea de la USAAF, el 8.ª de la Fuerza Aérea y sus grupos 14.º de Bombarderos y 5º de Combate.

## Lotus Cars

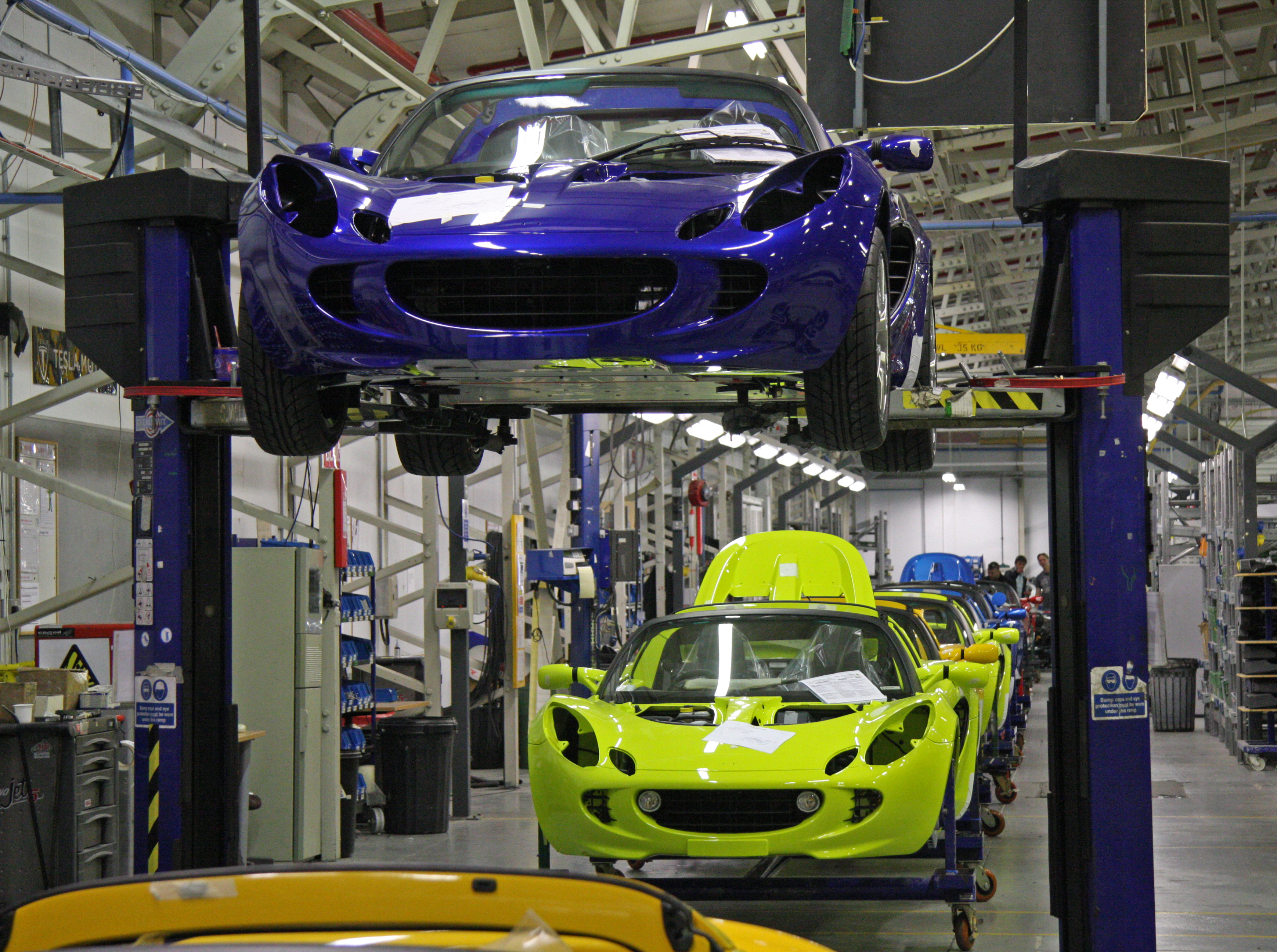
Etapa final de ensamblaje en la fábrica de Lotus

En 1966, Lotus Cars se mudó a una nueva fábrica especialmente diseñada en Hethel, Norfolk. Estaba construida sobre una antigua base aérea de la USAAF cubriendo 55 acres (22,3 hectáreas), donde las anteriores pistas de aterrizaje y despegue fueron convertidas en una nueva pista de pruebas de 2,5 millas (4 km), la cual al pasar de los años, vio las campañas inaugurales de algunos de los mejores autos de calle y de carreras del mundo, conducidos por algunos de los pilotos más famosos del mundo.
En septiembre de 1998, Lotus celebró su 50.º aniversario con una fiesta en Hethel. Más de 12 000 integrantes del personal, concesionarios, miembros del club y dueños de autos de la marca de todo el mundo, disfrutaron de un día magnífico, donde 2000 autos Lotus estuvieron estacionados en la pista de pruebas.
En julio de 2000, un nuevo centro de investigación y desarrollo construido especialmente, fue abierto en Hethel y el departamento de diseño de la marca fue el primero en mudarse ahí.
La pista de pruebas fue renovada en 2011 y oficialmente reabierta el 21 de junio de ese año en un evento histórico donde, tanto autos actuales como históricos de Lotus, fueron conducidos alrededor de la nueva pista por Nigel Mansell, Jean Alesi, Vitaly Petrov, Bruno Senna, Greg and Leo Mansell, Johnny Mowlem y otros, estando presentes la familia Chapman, miembros del personal de la compañía, la prensa, concesionarios de Lotus y otras personalidades distinguidas.
En septiembre de 2018, se celebró el 70.º aniversario de la firma en Hethel.
Cerca de Hethel está el pueblo de Ketteringham Hall, el cual fue el cuartel general del equipo de operaciones de carreras Team Lotus desde mediados de los años 1970 hasta 1994; y del equipo de carreras Lotus GT de 1995 a 1998.

## Iglesia de Todos los Santos

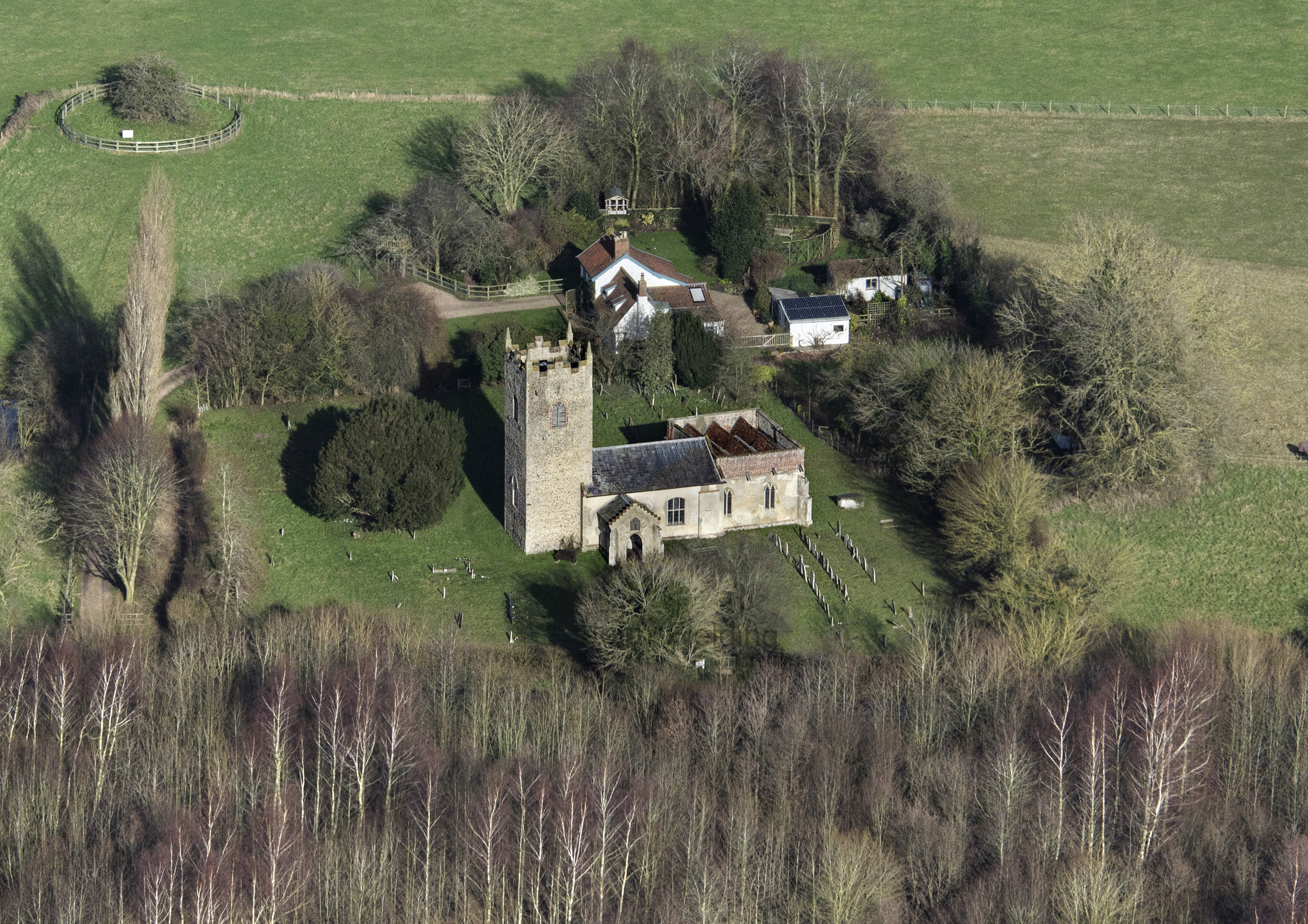
Toma aérea de la iglesia

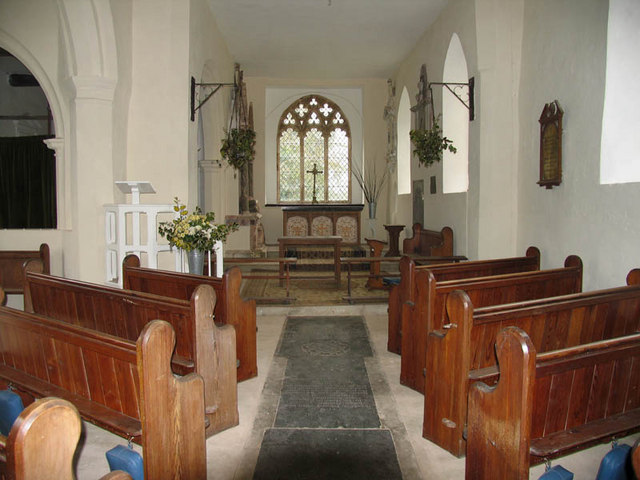
Vista interior del extremo este

Está en un área de carriles estrechos y bosques, evitada por el tránsito en las carreteras de Londres e Ipswich. De hecho, la iglesia está alejada de las casas, ubicada al final de un camino accidentado que termina en una pista. A lo lejos, se puede ver la famosa espina de Hethel: un árbol de mil años, aparentemente.
Lo que es casi tan cierto como antiguo, es la torre de Todos los Santos, o al menos la mitad más baja, la cual sería un raro ejemplo en Norfolk de una torre cuadrada Sajona. Se cree que el piso superior es del siglo XIV, aunque los pináculos serían todavía una confección del siglo XVIII.
Si la torre llama la atención, el extremo este del presbiterio lo es más todavía. La capilla de la familia Branthwaite, construida en el lado norte del presbiterio a principios del siglo XVIII (la fecha de 1819 en el extremo presumiblemente se refiere a la entrada), fue construida grande y cuadrada con ladrillos rojos y el presbiterio estaba encuadrado, también en ladrillo, a juego. Es como si se hubieran construido dos dependencias al final de la iglesia.
A pesar de su lejanía, Todo los Santos da la bienvenida a los visitantes y el interior está particularmente bien cuidado y obviamente bien utilizado. Hubo una restauración muy sencilla en el siglo XIX, sin adornos ni excesos y los bancos se cambiaron para estar dispuestos en ángulo hacia el presbiterio.
Todo es tan sobrio que la sencilla ventana este del siglo XIX parece elegante y hermosa en el entorno; y podría ser el extraordinario monumento a Miles Branthwaite de alrededor de 1620. Este es uno de los monumentos más grandiosos de su período en todo Norfolk. Está acostado de costado en el recreo con ropa legal, luciendo como un ácaro harto, con la cabeza apoyada en la mano derecha. Debajo y frente a él está su esposa María, en actitud piadosa de espaldas. Ella levanta las manos en oración y Mortlock observa que es un buen ejemplo de la moda de principios del siglo XVII. Los tres niños se arrodillan de perfil debajo. El trabajo es de alabastro pulido, nítido y limpio y, presumiblemente, tendría el mismo aspecto dentro de mil años. Incluso Arthur Mee, se sintió impulsado a describirlo como pomposo.

## Centro de ingeniería
En 2006, el Centro de Ingeniería de Hethel fue creado por el Consejo del Condado de Norfolk, en colaboración con la Agencia de Desarrollo del Este de Inglaterra, la industria local y otros socios como un centro para la ingeniería y los negocios de la región.
El éxito del "HEC" (Hethel Engineering Centre), ha resultado en un dramático crecimiento durante la última década, con docenas de talleres de trabajo extra y oficinas creadas para el servicio de las necesidades regionales para un centro de apoyo y participación, para el tipo de alta cualificación, negocios de alto crecimiento en demanda alrededor de Norfolk y el resto del Reino Unido.
Desde su apertura en 2006, ha provisto de oficinas, talleres de trabajo y espacio de escritorio compartido para más de 200 empresas innovadoras y pioneras, incluyendo el apoyo sobre más de 180 inauguraciones, que han creado más de mil nuevos empleos para la región. El equipo del Centro ha apoyado estos negocios y miles de otros alrededor de la región a través de apoyos directos de negocios, redes de trabajo y más de 400 eventos.

## Proyectos futuros
Los organismos Human Nature y Glavenhill han hecho una presentación al Grand Plan Local de Norwich, para crear una nueva Comunidad de Jardines en Hethel al sur de Norfolk. Las propuestas son para 6000 nuevos hogares en un paisaje de alta productividad, regenerado, rica biodiversidad y de asequibilidad radical, con una huella de carbono positiva total y una ejemplaridad de transporte sostenible.
Hethel será construido como un mosaico o red de villas, que sean gradualmente unidas entre sí durante un tiempo para hacerlo en todo el lugar. Esto habilita velocidad de entrega, refuerza el carácter de situaciones particulares en todo el sitio, brinda a los compradores (e inquilinos) la experiencia temprana de pertenecer a un contexto de aldea completo en lugar de un meta "desarrollo" interminable y hace crecer las relaciones sociales y comunitarias desde el principio.